# Gottfrid Svartholm
Per Gottfrid Svartholm Warg (Stoccolma, 17 ottobre 1984) è un informatico svedese.
È cofondatore di The Pirate Bay insieme a Fredrik Neij e Peter Sunde ed è co-proprietario di PRQ, un Internet Service Provider.
È l'autore di Hypercube server, l'ex BitTorrent tracker utilizzato in origine da The Pirate Bay ora sostituito con il software libero Opentracker.
Nei film Good Copy Bad Copy, Steal This Film e TPB AFK, sono riportati dei frammenti di sue interviste riguardo al raid della polizia contro The Pirate Bay nel maggio 2006.
Si autodescrive politicamente come un libertario ed è membro del Classical Liberal Party in Svezia. 
Il 20 giugno 2013 è stato condannato a due anni di prigione per le accuse di frode e hacking aggravato. Al termine di una complicata vicenda giudiziaria che ha coinvolto la giustizia di Svezia, Danimarca, Stati Uniti e Cambogia, nonché di tre processi con condanne scontate parte in Danimarca e parte in Svezia, Gottfrid Svartholm è stato infine liberato il 26 settembre 2015.